# Cabeza de Oliver Cromwell

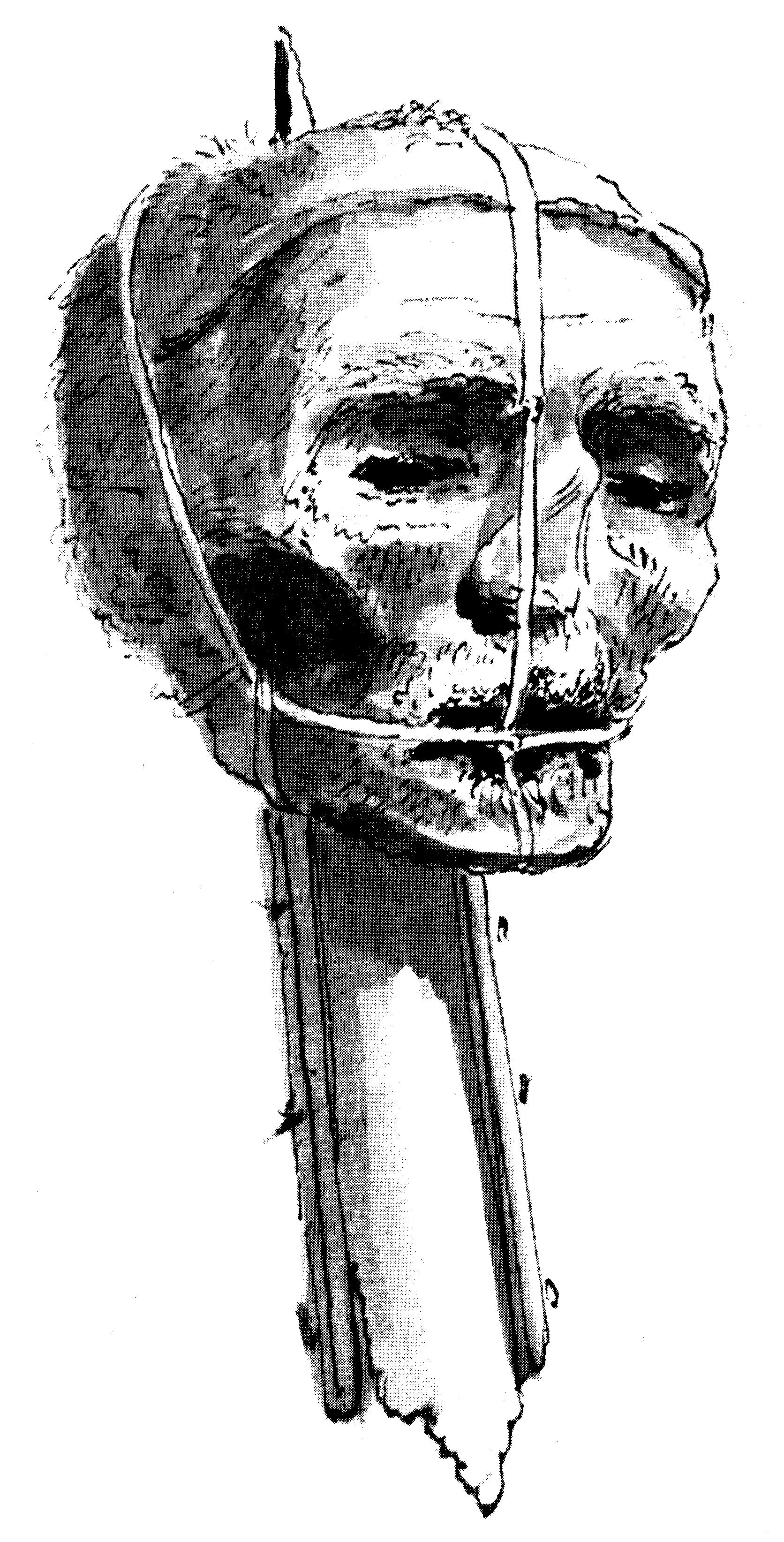
Un dibujo de la cabeza de Oliver Cromwell en un pico, fines del.

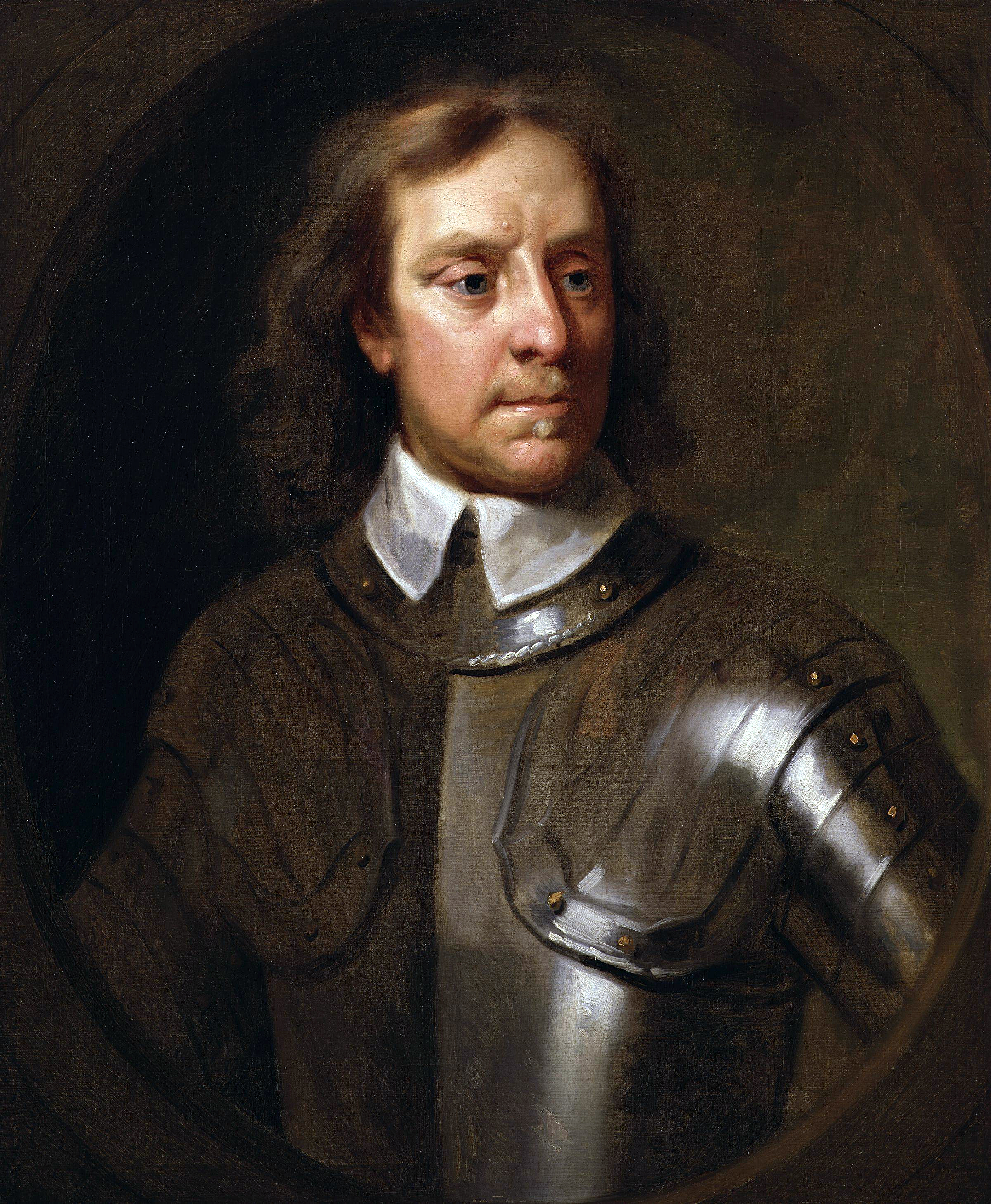
Oliver Cromwell.

Tras la muerte de Oliver Cromwell el 3 de septiembre de 1658 se ofreció un funeral público en la Abadía de Westminster, igual al de los monarcas que lo precedieron. Tras derrotar y ejecutar al rey Carlos I después de la Revolución inglesa, Cromwell se convirtió en Lord Protector y gobernante de la Mancomunidad de Inglaterra. Su legado pasó a su hijo Richard, quien fue depuesto por el ejército en 1659, tras lo cual la monarquía fue restablecida y el rey Carlos II, quien vivía en el exilio, fue llamado de regreso. El nuevo Parlamento de Carlos ordenó la exhumación de los tres regicidas enterrados en la abadía de Westminster: Cromwell, John Bradshaw, presidente del tribunal que condenó a su padre, y Henry Ireton, yerno de Cromwell y firmante también de la sentencia de muerte. Su destino fue una ejecución póstuma en Tyburn. Después de colgarlos "de la mañana hasta las cuatro de la tarde", sus cuerpos fueron descuartizados y las cabezas fueron ubicadas en un pico de 20 pies (6,1 metros) en el Salón Westminster. 
Durante el reinado de Jacobo II de Inglaterra, una tormenta rompió el palo en donde estaba incrustada la cabeza, tirándola al suelo. Esta pasó a manos de coleccionistas privados y museos hasta el 25 de marzo de 1960, cuando fue enterrada en Sidney Sussex College en Cambridge. El valor simbólico de la cabeza cambió con el tiempo. Mientras estuvo clavada en un palo sobre el horizonte londinense, daba una advertencia potencial a los espectadores. En el siglo XVIII, la cabeza se convirtió en una curiosidad y una reliquia. La cabeza ha sido admirada, denostada y desestimada como falsa a lo largo de los siglos. Después de que Thomas Carlyle descartara que la cabeza fuese un fraude y tras el surgimiento de otra testa que se dijo era la verdadera cabeza de Oliver Cromwell, se llevaron a cabo análisis científicos y arqueológicos para probar la identidad de cada una de ellas. Pruebas no concluyentes terminaron en un estudio científico detallado elaborado por Karl Pearson y Geoffrey Morant que concluyó, basado en otras evidencias y en el estudio de la cabeza, que existía una "certidumbre moral" de que la cabeza perteneció a Oliver Cromwell.

## Antecedentes

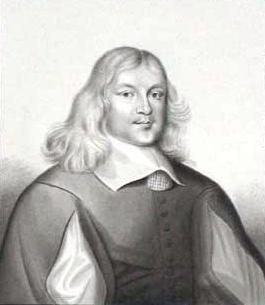
John Bradshaw, presidente del Tribunal Superior de Justicia que condenó a Carlos I de Inglaterra a la pena de muerte.

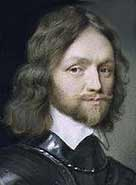
Henry Ireton, a quien Cromwell encomendó el mando de las fuerzas parlamentarias en Irlanda en 1650. Falleció de fiebres durante el asedio de Limerick en 1651.

Oliver Cromwell, nacido en abril de 1599, convirtió a Inglaterra en una república, la denominada Mancomunidad de Inglaterra, tras la ejecución del rey Carlos I en enero de 1649, a la que siguió la abolición de la monarquía y de la Cámara de los Lores. Sin embargo, el gobierno de Cromwell como Lord Protector, iniciado en diciembre de 1653, no fue muy distinto al reinado personal de su predecesor. Cromwell conservó para sí un poder irrestricto y habitó en los numerosos palacios reales. En 1657, el Parlamento le ofreció formalmente el título de Rey, lo que le creó un dilema al haber sido instrumental en la abolición de la monarquía. Así, tras una «agonía de la mente y de la consciencia», rechazó la propuesta. A lo largo de 1658, Cromwell enfermó gravemente y se vio afectado por la tragedia familiar de la muerte de su hija Elizabeth, a los 29 años de edad. La tarde del viernes 3 de septiembre de ese mismo año, Cromwell falleció en Whitehall.
Su muerte y funeral merecieron el mismo respeto que el ofrecido a los monarcas ingleses que lo precedieron. El 20 de septiembre su cadáver fue trasladado a Somerset House para ser expuesto al público desde el 18 de octubre. El cuerpo había sido embalsamado, envuelto y sellado en un ataúd de plomo que, a su vez, fue colocado en un ataúd de madera decorada situado junto a una efigie de su persona.